# Ingeborg Schöner

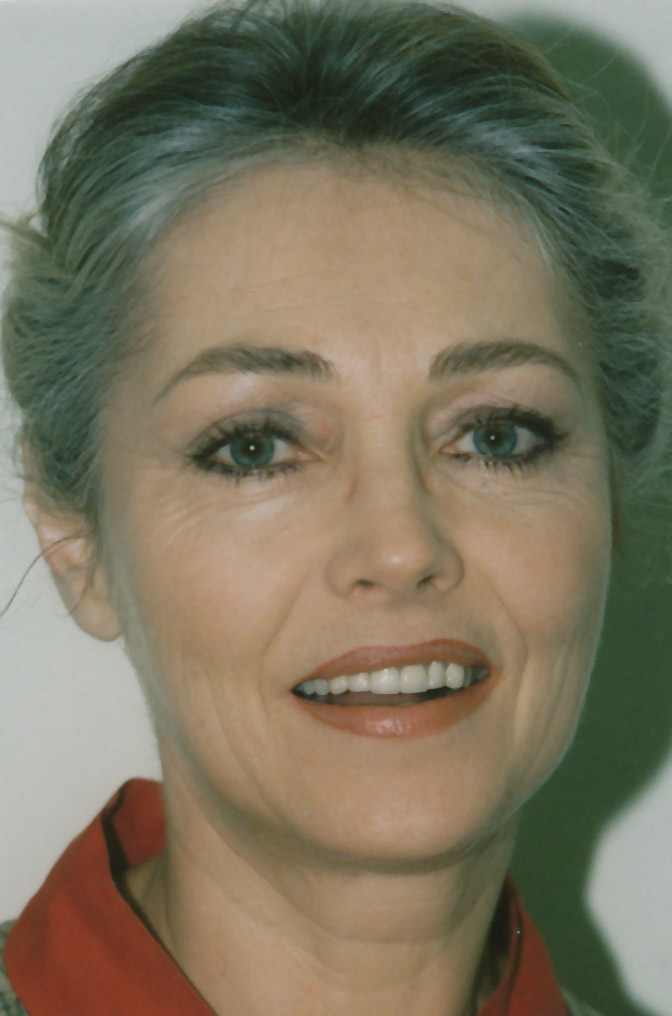
Ingeborg Schöner (2010)

Ingeborg Schöner (* 2. Juli 1935 in Wiesbaden) ist eine deutsche Schauspielerin, ausgebildete Zen-Lehrerin und Buchautorin.

## Karriere

### Film
Nach dem Abitur studierte die Kaufmannstochter Ingeborg Schöner sieben Semester Philologie, nach anderen Angaben zehn Semester Germanistik und arbeitete nebenher als Fotomodell, bevor sie eine umfassende Schauspielausbildung begann. Zum Film wurde sie zufällig von der Schriftstellerin, Drehbuchautorin und Filmproduzentin Maria Osten-Sacken beim Besuch eines Filmstudios entdeckt. In der Bundesrepublik Deutschland drehte sie ab 1954 und repräsentierte im Nachkriegskino längere Zeit das gute, anständige Mädchen. Ihre Filmpartner waren u. a. Curd Jürgens, Götz George, Peter Alexander und Gunther Philipp.
Im internationalen Film konnte sie ihr Temperament vor allem in Abenteuer- und Historienfilmen zeigen. Bereits Ende der 1950er Jahre erhielt sie zahlreiche Filmangebote aus Italien und drehte dort, primär als Inge Schoener mit Top-Stars wie Vittorio de Sica und Alberto Sordi unter der Regie von Antonio Pietrangeli oder Dino Risi. In Frankreich spielte sie u. a. neben Fernandel und Charles Aznavour. 2013 erhielt sie die weibliche Hauptrolle in der internationalen Kino-Produktion Guten Tag, Ramón von 20th Century Fox.

### Fernsehen
1958 erhielt Schöner ihre erste Fernsehrolle in Die Abiturientin, eine Live-Produktion des NDR. Bereits ein Jahr später wirkte sie in der US-TV-Serie Tales of the Vikings von Kirk Douglas’ Produktionsfirma Bryna Productions mit. Auch in französischen Serien und Fernsehfilmen spielte sie in den 1960er und 1970er Jahren verschiedene Rollen. Für die Co-Produktion Paul Temple von BBC und ZDF stand sie 1972 vor der Kamera.
In den 1970er und 1980er Jahren war Ingeborg Schöner vermehrt als Fernsehschauspielerin in Deutschland aktiv. Von 1980 bis 2008 spielte sie eine Dauerrolle in der Krimiserie SOKO 5113; zunächst als Kriminalkommissarin Anna Herbst, später als Ehefrau von Hauptkommissar Horst Schickl, dargestellt von Wilfried Klaus. Letztmals sah man sie in dieser Rolle am 23. März 2008 in der Spielfilm-Folge Die Akte Göttmann, in der auch Wilfried Klaus nach 30 Jahren seinen Abschied von der Serie nahm. Seitdem ist sie vereinzelt in Gastrollen aktueller Fernsehproduktionen zu sehen, z. B. in Die Rosenheim-Cops oder Hubert und Staller.

### Theater
Ab 1967 war sie unter anderem am Theater an der Kleinen Komödie München, an der Berliner Komödie, am Theater Die Kleine Freiheit München und am Rheinischen Landestheater Neuss engagiert. 1981 trat Ingeborg Schöner bei den Gandersheimer Domfestspielen in Bad Gandersheim in Zuckmayers Hauptmann von Köpenick (als Frau Bürgermeister) und in Lessings Nathan der Weise (als Sittah) auf. Sie wurde in diesem Jahr für ihre Leistungen mit dem „Roswitha-Ring“ ausgezeichnet.

### Leben

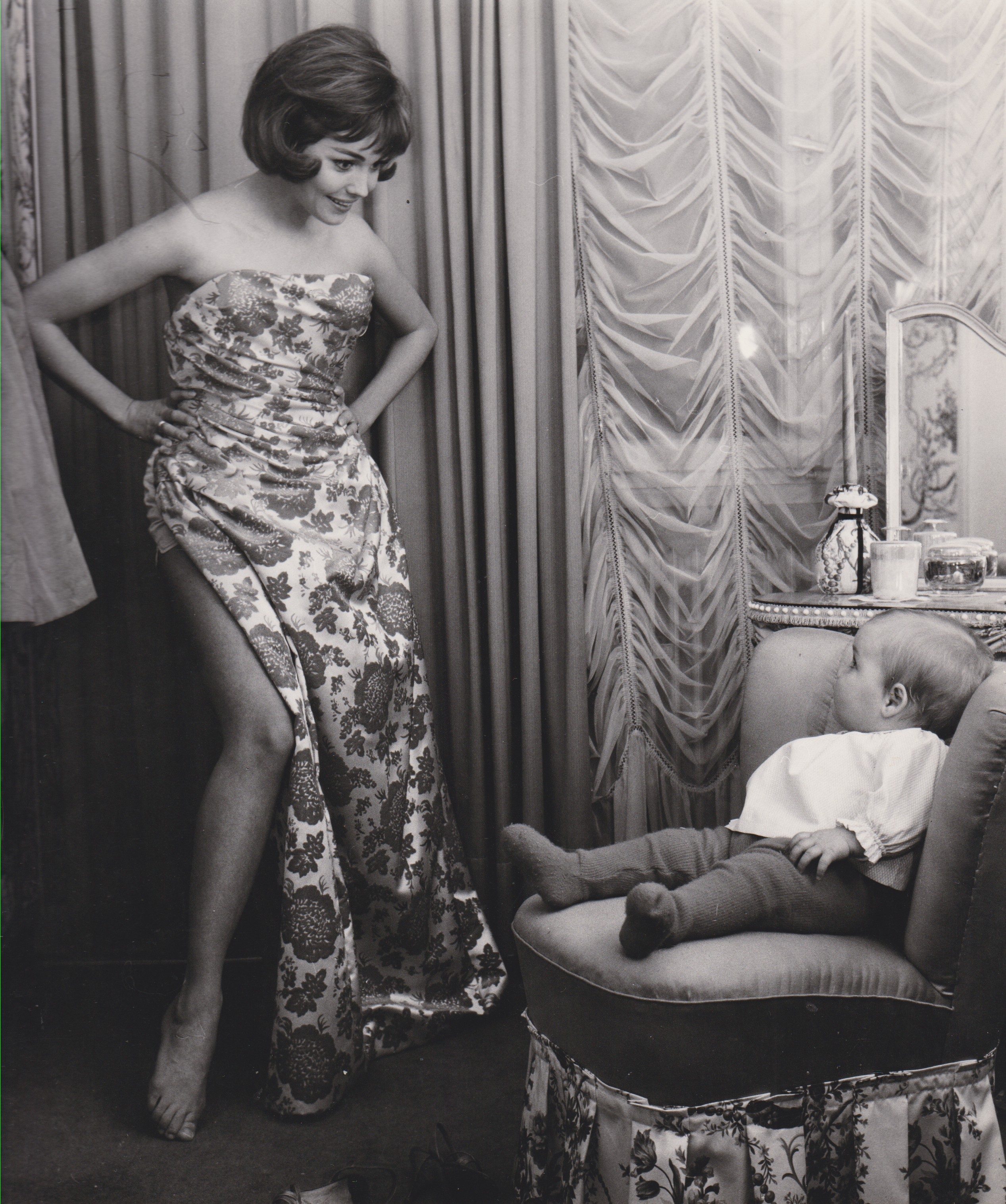
Ingeborg Schöner mit Baby

Ingeborg Schöner war seit Anfang der 1960er Jahre mit dem Schauspieler und Regisseur Georg Marischka verheiratet. Aus der Ehe stammen die Töchter Nicole, ebenfalls Schauspielerin, sowie Juliette Marischka, die Anfang der 1990er Jahre für Tele 5 das Nachrichtenmagazin Fazit moderierte und seit 1995 als Nachrichtenredakteurin bei Antenne Bayern tätig ist. Ihre Enkelkinder Gioia und Nico Marischka sind ebenfalls Schauspieler.
Ab 1982 war Ingeborg Schöner Schülerin von Zen-Meister Willigis Jäger. Im Juni 2011 wurde sie von ihm zur Zen-Lehrerin seiner Zenlinie Leere Wolke ernannt.

## Filmografie

### Kino
- 1954: Der schweigende Engel
- 1955: Der dunkle Stern
- 1955: Der Hauptmann und sein Held
- 1955: Du mein stilles Tal
- 1956: Der erste Frühlingstag
- 1956: Die Stimme der Sehnsucht
- 1956: Küß mich noch einmal
- 1957: Herrscher ohne Krone
- 1957: Rendezvous in Rom (Souvenir d'Italie)
- 1957: Der Korsar vom roten Halbmond (Il corsaro della mezzaluna)
- 1957: Il cocco di mamma
- 1958: Adorabili e bugliarde
- 1958: Der Windhund von Venedig (Venezia, la luna e tu)
- 1958: Das verbotene Paradies
- 1958: Promesse di marinaio
- 1958: Die nach Liebe hungern (Les dragueurs)
- 1959: Menschen im Netz
- 1959: Ich und die Kuh (La vache et le prisonnier)
- 1959: Liebe verboten – Heiraten erlaubt
- 1959: Heimat – Deine Lieder
- 1959: Peter Voss, der Held des Tages
- 1960: Soldatensender Calais
- 1960: Ich zähle täglich meine Sorgen
- 1960: Weit ist der Weg
- 1960: Das große Wunschkonzert
- 1961: Bankraub in der Rue Latour
- 1961: Saison in Salzburg
- 1962: Waldrausch
- 1962: Das süße Leben des Grafen Bobby
- 1962: Axel Munthe – Der Arzt von San Michele
- 1963: Im singenden Rößl am Königssee
- 1964: Das war Buffalo Bill (Buffalo Bill, l’eroe del Far West)
- 1964: Das Geheimnis der Lederschlinge (I misteri della giungla nera)
- 1964: … und sowas muß um 8 ins Bett
- 1964: Wenn das die Männer wüßten (L’idea fissa)
- 1965: An der Donau, wenn der Wein blüht
- 1965: Die richtige Frau im falschen Bett (Letti sbagliati)
- 1965: Der Abenteurer von Tortuga (L’avventuriero della tortuga)
- 1965: Das Vermächtnis des Inka
- 1966: Sperrbezirk
- 1967: Einen Schatz klaut man nicht (Non sta bene rubare il tesoro)
- 1968: Ich spreng’ Euch alle in die Luft – Inspektor Blomfields Fall Nr. 1
- 1968: Peter und Sabine
- 1970: Hexen bis aufs Blut gequält
- 1970: Mister Unsichtbar (L'inafferrabile invincibile Mr. Invisibile)
- 1971: Fegefeuer
- 1972: Alles wegen George (George!)
- 1973: Kopf oder Zahl
- 1973: Über Nacht
- 1976: Tod eines Fremden (The Death Merchants)
- 1983: Die Supernasen
- 1995: Ciao Bello
- 2013: Guten Tag, Ramón (Buen Dia)

### Fernsehen (Auswahl)
- 1958: Die Abiturientin (Fernsehfilm)
- 1959: Tales of the Vikings (US-Fernsehserie)
- 1963: Das tödliche Patent (Fernsehfilm)
- 1964: Die Verbrecher (Fernsehfilm)
- 1969: Doppelagent George Blake
- 1970: Die lieben Freunde (Fernsehfilm)
- 1971: Paul Temple (Fernsehserie, Folge: Die Probleme des Herrn von Leverkühn)
- 1971: Kolibri (Fernsehfilm)
- 1972: Kopf oder Zahl (Fernsehfilm)
- 1972: Mandrin (französische TV-Produktion)
- 1972: Tatort – Strandgut (Fernsehreihe)
- 1972: Drei Partner (Fernsehfilm)
- 1973: Kinderheim Sasener Chaussee – Die Unzertrennlichen
- 1975: Eurogang – Ein Wagen voll Madonnen (Fernsehserie)
- 1976: Graf Yoster gibt sich die Ehre (Fernsehserie, zwei Folgen)
- 1976: Die Schönheitsgalerie (Fernsehserie)
- 1976: La pêche miraculeuse (französische TV-Produktion)
- 1978: Der Führerschein (Fernsehfilm)
- 1978: Jean-Christophe (französische TV-Produktion)
- 1979: Tatort – Ende der Vorstellung
- 1980–2007: SOKO 5113 (Fernsehserie, 60 Folgen)
- 1982: Satan ist auf Gottes Seite (Fernsehfilm)
- 1983: Die Krimistunde (Fernsehserie, Folge 5, Episode: "Der Handschuhtäter")
- 1984: Der Dieb, der nicht zu Schaden kam
- 1985–1987: Die Montagsfamilie (Fernsehserie)
- 1987–1989: Hessische Geschichten (Fernsehserie)
- 1988: Geschichten aus der Heimat (Fernsehserie) Episode: Die neuen Nachbarn
- 1990: Ein Fall für zwei – Bumerang (Krimiserie)
- 1992: Derrick – Kein teurer Toter (Fernsehserie)
- 1992–1997: Der Bergdoktor (Fernsehserie, 30 Folgen)
- 1993: Rosen für Afrika (Fernsehfilm)
- 1995: Ciao Bello – Das geborgte Nest (Fernsehfilm)
- 1996: Schlosshotel Orth (Fernsehserie, 2 Folgen)
- 1997: Rosamunde Pilcher – Zwei Schwestern (Fernsehfilm)
- 1998: Unter der Sonne Afrikas (Fernsehserie)
- 1999: Heimatgeschichten – Der Schatzgräber (Fernsehfilm)
- 2003: Rosamunde Pilcher – Paradies der Träume (Fernsehfilm)
- 2007: Unser Charly – Unbekannt verzogen (Familienserie)
- 2008: Die Rosenheim-Cops – Ein letzter Drink (Krimiserie)
- 2008: Die Akte Göttmann (Serien-Special SOKO 5113)
- 2012: Heiter bis tödlich: Hubert und Staller – Ein Stück vom Kuchen (Krimiserie)
- 2016: Die Rosenheim-Cops – Ein verflixtes Geschenk (Krimiserie)
- 2021: Die Bestatterin – Die unbekannte Tote

## Werke

### Hörbuch
- Ingeborg Schöner liest Grimms Märchen. München, 2004, ISBN 978-3-9810620-7-6.
- Ingeborg Schöner liest aus Teresa von Avila – Die innere Burg. München, 2006, ISBN 3-9810620-1-9.
- Ingeborg Schöner: Alt werden – Resignation oder Chance? München, 2010, ISBN 978-3-9810620-2-1.

### Bildband
- Tagebuch einer Tournee. Fotografiert von Ingeborg Schöner. München, 2019, ISBN 978-3-00-063038-5.